# Stomatium pluridens
Stomatium pluridens är en isörtsväxtart som beskrevs av L. Bol. Stomatium pluridens ingår i släktet Stomatium och familjen isörtsväxter. Inga underarter finns listade i Catalogue of Life.